# إيان سيمونز
يان سيمونز (بالإنجليزية: Ian Simmons)‏ هو جغرافي بريطاني، ولد في 22 يناير 1937 في لندن في المملكة المتحدة.